# Gasterophilus lativentris
Gasterophilus lativentris är en tvåvingeart som först beskrevs av Brauer 1858.  Gasterophilus lativentris ingår i släktet Gasterophilus och familjen styngflugor. Inga underarter finns listade i Catalogue of Life.